# ريكاردو روسي
ريكاردو روسي (بالإيطالية: Riccardo Rossi)‏ هو ممثل إيطالي، ولد في 9 نوفمبر 1963 في روما في إيطاليا.

## روابط خارجية
- ريكاردو روسي على موقع IMDb (الإنجليزية)